# Nika Turković
 (avril 2022).
Si vous disposez d'ouvrages ou d'articles de référence ou si vous connaissez des sites web de qualité traitant du thème abordé ici, merci de compléter l'article en donnant les références utiles à sa vérifiabilité et en les liant à la section « Notes et références ».
Pour les articles homonymes, voir Turković.
Nika Turković (pron. « Tourkovitch »), née le 7 juin 1995 à Zagreb, est une chanteuse croate. Elle est arrivée troisième au Concours Eurovision de la chanson junior de 2004 à Lillehammer, avec Hej Mali (« Hé, petit gars »).
Depuis, elle est régulièrement apparue à des émissions de la télévision croate, dont Studio 10 et Dobro jutro Hrvatska (« Bonjour la Croatie »). Elle y a notamment chanté avec ses camarades de l'école Antun Gustav Matoš -- Dino Jelusić qui avait gagné ce même concours en 2003 et sa sœur Lorena Jelusić, ainsi qu'avec Vanna et le trio Feminnem qui est passé à deux reprises au concours pour adultes.
Son premier album, Alien, comprend des chansons en duo avec des chanteurs croates comme Tony Cetinski et Oliver Dragojević.

## Biographie
Nika Turković commence à chanter à l'âge de deux ans et à étudier la musique à l'âge de quatre.
À l'âge de 6 ans, elle participe au Turbo limach show, émission pour enfants de la télévision croate.
À 8 ans,  elle écrit sa première chanson en anglais : The Moon and the Stars.
Le Concours Eurovision de la chanson junior étant d'origine scandinave, Nika Turković s'est produite, le 30 juillet 2005, au Forum de Tällberg, en Suède, chantant Imagine this (version en anglais de son Zamisli) devant plusieurs dirigeants du monde, dont la famille royale de Suède, sous le patronage de Kofi Annan. Barbara Hendricks figurait parmi les autres artistes de la représentation.
Elle s'est produite avec le duo de rappeurs britanniques Black Twang et la chanteuse et pianiste croate Dina Rizvić. 
Ses idoles sont Oliver Dragojević avec qui elle a chanté, Gibonni, Céline Dion et Pavarotti. 
Elle est ambassadrice pour Not For Sale, campagne contre le trafic d'êtres humains, ainsi que pour l'organisation de bienfaisance Global Angels.

### Vie privée
Nika Turković vit à Zagreb avec sa mère Gordana qui est dentiste, son père Petar qui est psychologue et professeur de Nanbudo et sa grand-mère maternelle Biserka. Elle pratique le piano, qu'elle étudie à l'école, le tennis  et le skateboard.

## Album
- Alien (sorti le 2 juin 2006 chez Hit Records)

1. Putujem (Je chemine, pron. Poutouyem)
2. Mali (version de 2006)
3. Madame, jeste li za ples? (Madame, voulez-vous danser ?, pron. Madam, yeste li za ples)
4. Alien (avec Tony Cetinski)
5. The Moon and the Stars
6. Zauvijek (Pour toujours, avec Oliver Dragojević, pron. Zaouviek)
7. Zamisli (traduit en anglais par Imagine this)
8. Sjaj, zvjezdani sjaj (Lueur [, lueur d'étoiles], pron. Siaï))
9. Zvijezde (Les étoiles, pron. Zviezde)
10. Mogu (Je peux bien, pron. Mogou)
11. Sve je u redu (Tout va bien, pron. Sve ye ou redou)
12. Nepobjedivi (Invincible, pron. Nepobiedivi)
13. Mogu (Je peux bien, version longue)
14. Little boy (version en anglais de Hej mali)
15. Imagine this (version en anglais de Zamisli)